# 烟枪

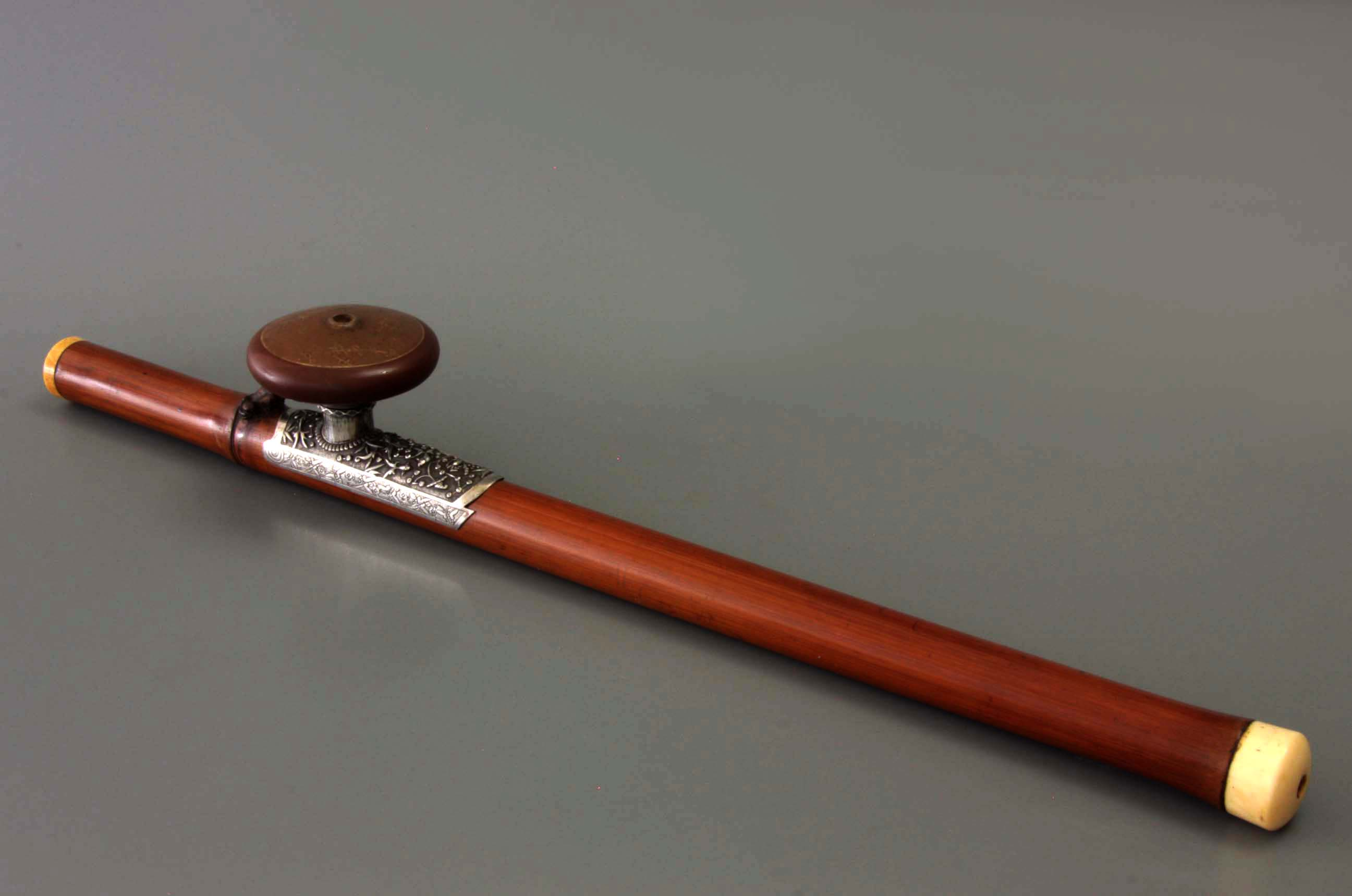
一支烟枪。

烟枪是一种用来吸食鸦片的用具，因其外形类似枪支形状而得名。

## 简介
将鸦片放入竹管中加热吸食的方法据信源自苏门答腊，明朝末年传入中国，至18世纪末，在中国出现了鸦片烟枪和鸦片烟灯等吸食鸦片专用的工具。烟枪主要是由烟嘴、烟杆、烟头、烟葫芦组成。
- 烟嘴一般为圆柱形，中心钻一孔道与烟杆相接。
- 烟杆是吸食鸦片的主通道，材质有玉、金属、木质、竹杆、象牙、骨质等等。
- 烟头是烟杆与烟葫芦相接处，有包金、包银、包铜，还有紫砂、瓷器、木料，甚至是动物的骨物制作而成，有些还会镶嵌翡翠、蓝宝石、红宝石、玛瑙、景泰蓝等名贵物件以装饰
- 烟葫芦，俗称烟斗，形状各异，常见的以紫砂或瓷器制作而成，或扁圆球形，或扁圆八角形六角形，或爪棱形花式形，等等，上下通口，主要安装在烟头上，与烟杆相通。

使用时，将鸦片烟膏放置在烟葫芦口上，以专门的鸦片灯化烟膏为烟，经烟杆至烟嘴吸食。在中国鸦片泛滥的年代，不同材质的烟枪甚至成为了身份和地位的象征。

## 引申含义
一些长期严重吸烟者有时也被称作“老烟枪”，尽管他们当中绝大多数都不曾接触过鸦片，而只是吸食烟草。
英语中，烟枪一般称作“opium pipe”，而在20世纪早期的英语中，烟枪又被称作“dream stick”（“梦棒”，因吸食鸦片可产生幻觉），进而衍生出“pipe dream”一词，意为“白日梦”或“妄想”。